# Juan Pablo Meneses
Juan Pablo Meneses (Santiago, 6 de mayo de 1969) es un escritor, cronista y periodista chileno, fundador de la Universidad Portátil. Es Knight Fellow de la Universidad de Stanford.

## Biografía
Es periodista de la Universidad de Santiago. En Chile trabajó como periodista freelance en diferentes medios locales, participó en varios talleres literarios y publicó sus cuentos en las antologías Disco duro y Nuevos cuentistas para el siglo XXI. Escribía crónicas de viaje para la revista dominical de un diario chileno. 
En el 2000, luego de ser premiado en el concurso Crónicas Latinoamericanas, de la revista Gatopardo, Meneses abandonó su país. Con el dinero del galardón se compró un compaq E 500 y una cámara digital olympus camedia C3030 de 3 megapíxeles, con el fin de hacer “periodismo portátil”, término que acuña para describir lo que se dedica desde aquel año: “escribir historias por el mundo”.
Después de vivir dos años en Barcelona, donde continuó sus estudios de periodismo en la Universidad Autónoma, se trasladó a Buenos Aires en 2002. En Buenos Aires fue colaborador permanente de la revista TXT fue autor y editor multimedia de Crónicas Argentinas, el primer sitio de la serie Blogs de Clarin.com. En esa ciudad fundó en 2009 la Escuela de Periodismo Portátil, que 10 años más tarde se transformaría en la Universidad Portátil. En Argentina residió hasta el 2010.
Ha sido columnista de la revista colombiana SoHo, El Mercurio, el portal ClubCultura de España, Glamour de México. Mantuvo el blog Periodismo portátil en la revista peruana Etiqueta Negra y es autor de Crónicas argentinas, un blog del diario Clarín que en 2007 fue finalista en la categoría Internet del Premio Nuevo Periodismo CEMEX+FNPI.
Fue becario de la Fundación Nuevo Periodismo Iberoamericano, que creó Gabriel García Márquez. Su crónica A Village Connected to the World fue parte de un especial sobre Sudamérica publicado por The Virginia Quarterly Review con la asistencia de Etiqueta Negra y que ganó el National Magazine Award de Estados Unidos  a la mejor revista dedicada a un solo tema. 
Meneses es autor de los libros Equipaje de mano, Sexo y poder, el extraño destape chileno, La vida de una vaca (finalista del Premio Crónicas Seix Barral); Crónicas Argentinas y Hotel España (distinguido por el Consorcio Camino del Cid como uno de los ocho mejores libros de literatura de viajes publicados en España el 2010). 
Ha sido invitado a dictar talleres de periodismo portátil en universidades de Latinoamérica y España. Es profesor en la Escuela de Periodismo de la Universidad de Chile. Es el director fundador del diario chileno gratuito HoyxHoy, que comenzó a circular el 1 de octubre de 2012 y que dirigió hasta el 7 de marzo de 2016.
En 2013 publicó en España Niños futbolistas, una investigación sobre el negocio del fútbol en Sudamérica, a la que dedicó dos años. El 2015 publicó Una vuelta al Tercer Mundo, que muestras un recorrido planetario por el lado salvaje de la globalización. Su último libro publicado es Una granada para River Plate. 
Su trabajo se ha traducido a cinco idiomas y publicado en más de 20 países. 
En el 2016 fue distinguido como Knight Fellow por la Stanford University, en California. En 2017, siendo Visiting Scholar del Centro de Religión y Medios de la New York University (NYU) lanza su propia religión. Lo hace para escribir su libro Un dios portátil, que cierra la trilogía Periodismo Cash.
Desde 2019 es director de la Universidad Portátil.
En 2021 su primera novela, Una historia perdida, quedó finalista (shortlist) del Premio Herralde de Novela de la editorial Anagrama, y su libro Un dios portátil ganó el prestigioso Premio Municipal de Literatura de Santiago en la categoría Géneros periodísticos.
En 2024 publicó si segunda novela, titulada Revolución, que aborda la historia de la primera estatua en el mundo al Comandante Che Guevara.

## Obras
- Equipaje de mano, Planeta, 2003
- Sexo & Poder, el extraño destape chileno, Planeta, Chile, 2004
- La vida de una vaca, Planeta/Seix Barral, Argentina, 2008. Reeditada por editorial Planeta, Chile, 2020[6]
- Crónicas argentinas, Norma, 2009
- Hotel España, Norma, 2010
- Generación ¡Bang!, los nuevos cronistas del narco mexicano (Antologador). Planeta, Temas de hoy, 2012
- Un día con Juan Pablo Meneses, resumen del taller de escritura dictado el 1 de marzo de 2006, en Huesca; editado por Asociación de Prensa de Aragón, España[7]
- Niños futbolistas, Blackie Books, Barcelona, 2013. Reeditada por editorial Planeta, Chile, 2020[8]
- Una vuelta al Tercer Mundo, Debate, España, 2015
- Una granada para River Plate, Lolita, Chile, 2016
- Un dios portátil, Planeta, Chile, 2020
- Una historia perdida, Tusquets, España, 2022
- Revolución, Tusquets, Chile, 2024

## Reconocimientos
- Premio Nacional de Literatura de Fútbol. Santiago de Chile, 2024.
- Premio Academia de Literatura de Santiago 2023, por el libro Una historia perdida. Finalista.
- Premio Municipal de Literatura de Santiago 2021, por el libro Un dios portátil.[9]
- Premio Herralde de Novela 2021. Finalista (shortlist).[10]
- Distinguido como Ciudadano destacado por el Consejo de la Ciudad de Nueva York, en el marco del XV Congreso Hispanoamericano de la Prensa. NYC, 2019.
- Elegido como Visiting Scholar de la Universidad de Nueva York (NYU), por el Centro de Religión y Medios de Artes Liberales. Nueva York, 2017.
- Ganador de la Knight Foundation Latin American 2016, beca que distingue cada año a un periodista de América Latina para el programa internacional del Departamento de Comunicaciones de la Universidad de Stanford, California, 2016.
- Hotel España, es distinguido por el Consorcio Camino del Cid como uno de los ocho mejores libros de literatura de viajes publicados en España el 2010
- Finalista Premio Crónica Seix Barral con el libro La vida de una vaca, Argentina, 2008
- Finalista Premio Nuevo Periodismo CEMEX+FNPI, categoría Internet, con Crónicas argentinas, 2007
- Beca de Creación Literaria, Fondo del Libro de Chile. Santiago, Chile, 2002
- Relaciones peligrosas es premiada por la Revista Gatopardo en el I Concurso de Crónicas Latinoamericanas. Colombia, 2000